# Colla Bastonera de Sants
La Colla Bastonera de Sants la van fundar l'any 2004 un grup de joves amb inquietuds socials i amb interès per a recuperar la cultura popular catalana. Fins llavors, al barri de Sants no hi havia hagut cap grup de bastoners. El funcionament de l'entitat és assembleari i participa activament en la vida del barri, en actes com ara el Correllengua, la calçotada popular i la trobada de cultura popular Festa al Carrer, on s'apleguen totes les colles del districte. L'any 2009 va col·laborar també en l'organització de la XXXIV Trobada de Ball de Bastons de Catalunya. Així mateix, forma part de la Festa Major Alternativa, en la qual organitza la cercavila CremaPicaPuja amb els diables i castellers del barri.
Els membres de la Colla Bastonera de Sants van vestits amb faixa vermella i faldellí verd, que és una referència al moviment esperantista. El color verd el prenen de la Unió Esportiva Sants, com també les tres línies que encerclen l'escut i que representen les tres rieres que antigament travessaven la vila de Sants. Actualment (2014), la colla no duu banderí i els balladors no porten mocador encreuat.
Les danses que integren el repertori de la Colla Bastonera de Sants han anat evolucionant. A la primeria eren majoritàriament pròpies de la tradició del Garraf, perquè un dansaire de Sant Pere de Ribes els va ensenyar els primers balls: les 'Creus', el 'Dalt i Baix' i el 'Passar i rebatre'. A poc a poc van anar ampliant el repertori amb danses d'unes altres colles i també amb algunes de pròpies, com ara 'Sants es Creua', 'Calandreta' i 'Patró foradat'. Tota aquesta demostració de cultura popular catalana l'han duta també fora de la ciutat i del Principat de Catalunya, amb actuacions a la resta de territoris de parla catalana i a països com ara Occitània, el País Basc o fins i tot Palestina.